# Ольгино (Рязанская область)
Ольгино — деревня в России, расположена в Клепиковском районе Рязанской области. Входит в состав Бусаевского сельского поселения.

## Географическое положение
Деревня Ольгино расположена примерно в 25 км к юго-востоку от центра города Спас-Клепики на левом берегу реки Пра. Ближайшие населённые пункты — деревня Ювино к северу, посёлок Голованово к востоку и деревня Горки к югу.

## История
Деревня указана на картах XVIII в. под названием Кислая.
В 1905 году деревня Ольгино входила в состав Верейской волости Рязанского уезда и имела 52 двора при численности населения 368 чел.

## Население
| 2010 |
| ---- |
| 3    |

## Транспорт и связь
Сообщение с деревней осуществляется по грунтовым дорогам.
Деревню Ольгино обслуживает сельское отделение почтовой связи Гришино (индекс 391034).